# Liste der Baudenkmäler in Haar

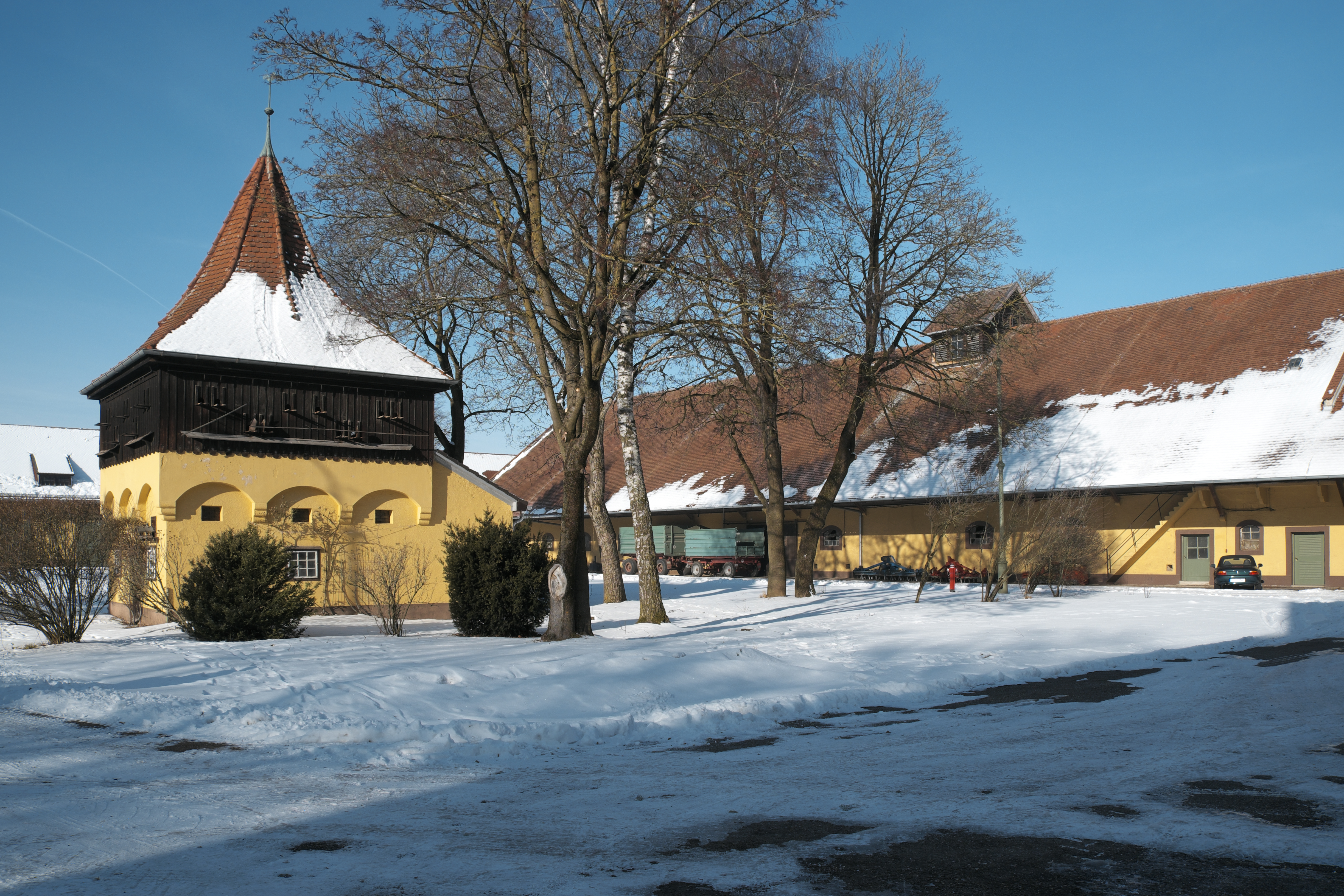
Geflügelturm des Gutshofs Haar

Auf dieser Seite sind die Baudenkmäler in der oberbayerischen Stadt Haar zusammengestellt. Diese Tabelle ist eine Teilliste der Liste der Baudenkmäler in Bayern. Grundlage ist die Bayerische Denkmalliste, die auf Basis des Bayerischen Denkmalschutzgesetzes vom 1. Oktober 1973 erstmals erstellt wurde und seither durch das Bayerische Landesamt für Denkmalpflege geführt wird. Die folgenden Angaben ersetzen nicht die rechtsverbindliche Auskunft der Denkmalschutzbehörde.

## Baudenkmäler nach Gemeindeteilen

### Haar
| Lage                                      | Objekt                                          | Beschreibung | Akten-Nr.     | Bild                                   |
| ----------------------------------------- | ----------------------------------------------- | --- | ------------- | -------------------------------------- |
| Bahnhofstraße 7 (Standort)                | Rathaus                                         | Zweigeschossiger Putzbau mit Mansardhalbwalmdach und geschwungenem Zwerchgiebel, nach Plänen von Oberingenieur Fraaß, 1915 | D-1-84-123-2  | weitere Bilder                         |
| Bahnhofstraße 7 (Standort)                | Ehemaliges Feuerwehrhaus                        | Zweigeschossiger Putzbau mit Walmdach, polygonalem Treppenturm und Trockenturm für Feuerwehrschläuche mit Zwiebelhauben, von Josef Linder, 1929 | D-1-84-123-3  | weitere Bilder                         |
| Bahnhofstraße 7 (Standort)                | Doppelhaus, ehemalige Beamtenwohnungen          | Zweigeschossiger Putzbau mit Walmdach in reduziert historisierendem Stil, Josef Linder, 1927 | D-1-84-123-4  | Doppelhaus, ehemalige Beamtenwohnungen |
| Bahnhofstraße 12 a (Standort)             | Hl. Bruder Konrad von Parzham                   | Katholische Pfarrkirche, schlichter Saalbau aus verschlämmtem Backstein mit eingezogenem Polygonalchor und Chorwinktelturm mit Zeltdach, von Georg Berlinger, in sachlichen Formen, 1932/33; mit Ausstattung | D-1-84-123-5  | weitere Bilder                         |
| Defreggerstraße 24 (Standort)             | Friedhofsgebäude des Waldfriedhofes             | Über einen Wandelgang miteinander verbundene Aussegnungshalle, Leichenhaus, Nebengebäude und Glockenturm in Ziegelbauweise in sachlichen Formen, Richard Heller, 1956–57 | D-1-84-123-19 | weitere Bilder                         |
| Kirchenplatz 1 (Standort)                 | Gasthof zur Post                                | Historisierender zweigeschossiger Putzbau mit Steildach und Vorbau, um 1931, innere Umbauten um 1960 Gartenpavillon, polygonaler Zeltdachbau gleichzeitig | D-1-84-123-6  | weitere Bilder                         |
| Kirchenplatz 2 (Standort)                 | Ehemaliges Schulhaus und Kindergarten           | Zweigeschossiger Putzbau mit Walmdach und aufwändig gestaltetem Portal, Hans Schatz, 1909/10 | D-1-84-123-7  | weitere Bilder                         |
| Kirchenstraße 5 (Standort)                | St. Nikolaus                                    | Katholische Kirche, romanischer Saalbau mit stark eingezogener Apsis und kleinem massivem Dachreiter, 2. Hälfte 13. Jahrhundert, Veränderungen im 15. Jahrhundert, tiefgreifende Umgestaltung 1755; mit Ausstattung | D-1-84-123-1  | weitere Bilder                         |
| Wasserburger Straße 43, 45, 47 (Standort) | Ehemalige Kaserne der motorisierten Gendarmerie | aus drei Bauteilen bestehende Anlage, Mannschafts- und Wirtschaftsgebäude, zweigeschossiger, langgestreckter Satteldachbau mit Erkern, Dachreiterturm und Eingangsarkaden, winkelförmig anhängend erdgeschossiger Nebenflügel, Geschäftsgebäude, erdgeschossiger Satteldachbau, Garagenbau, Walmdachbau über winkelförmigem Grundriss, nach Entwurf von Max Schmitt und Landbauamt München, 1937–39; Einfahrtstore zwischen Mannschafts- und Garagenbau, Nagelfluh mit schmiedeeisernen Zäunen, gleichzeitig. | D-1-84-123-30 | weitere Bilder                         |

### Eglfing
| Lage                                                          | Objekt | Beschreibung | Akten-Nr.               | Bild           |
| ------------------------------------------------------------- | --- | --- | ----------------------- | -------------- |
| Nähe Vockestraße (Standort)                                   | Wegkapelle | Kleiner Satteldachbau mit stirnseitigem Dachreiter, halbrunder Schluss, bezeichnet mit 1818 (Einziger Restbestand des von der Anstalt Haar I überlagerten früheren Weilers Eglfing) | D-1-84-123-24           | weitere Bilder |
| Vockestraße 97, 99, 99, 97 (Standort)                         | Ehemalige Kreis-Heil- und Pflegeanstalt Haar, integrierter Gutshof zur Arbeitstherapie und Selbstversorgung der ehemaligen Kreis-Heil- und Pflegeanstalt | Unter Einbeziehung älterer Ökonomiegebäude des ehemaligen Kreisgutes vom Ende des 19. Jahrhunderts, auf der Planungsgrundlage von Psychiater Friedrich Vocke, durch Carl Freiherr von Harsdorf (Bamberg) und Adolf Stauffer (Rosenheim) errichtet, 1901–05, hiervon die folgenden 7 baulichen Anlagen: (siehe hierzu auch Haar I, Pflegerdörfchen und Haar II) - Verwaltungsgebäude (Bau V 97), zweigeschossiger traufseitiger Schopfwalmbau, im Kern eventuell älter; - Verwaltungs- und Wohngebäude des Gutshofs (Bau V 99), zweigeschossiger traufseitiger Schopfwalmbau, im Kern eventuell älter; - Remisengebäude des Gutshofs, eingeschossiger Satteldachbau, Fachwerk, Ende 19. Jahrhundert; - Ökonomiegebäude des Gutshofs, eingeschossiger Satteldachbau mit Kniestock und Gauben, Fachwerk, Ende 19. Jahrhundert; - Stallgebäude des Gutshofs, zweigeschossiger Satteldachbau mit eingeschossigem Anbau an Ostseite, Fachwerk, Ende 19. Jahrhundert; - Geflügelturm des Gutshofs (Hühner- und Taubenhaus), zweigeschossig, Fachwerk im Obergeschoss verbrettert, Zeltdach im oberen Bereich steiler, Ende 19. Jahrhundert - Einfriedung | D-1-84-123-21           | weitere Bilder |
| Vockestraße 49, 51, 53, 55, 57, 59, 61, 63, 65, 67 (Standort) | Sog. Pflegerdörfchen der ehemaligen Kreis-Heil- und Pflegeanstalt Haar                                                                                   | einheitliche Wohnanlage von fünf Doppelhäusern, auf der Planungsgrundlage von Psychiater Friedrich Vocke, durch Adolf Stauffer (Rosenheim) errichtet, 1906 | D-1-84-123-22           | BW             |
| Vockestraße 49, 51 (Standort)                                 | Doppelwohnhaus | zweigeschossiger giebelständiger Schopfwalmbau mit Zwerchhäusern, geschweiften Giebeln und Putzgliederungen | D-1-84-123-22 zugehörig | weitere Bilder |
| Vockestraße 53, 55 (Standort)                                 | Doppelwohnhaus | eingeschossiger traufseitiger Schopfwalmbau mit Zwerchhäusern, geschweiften Giebeln und Putzgliederungen | D-1-84-123-22 zugehörig | weitere Bilder |
| Vockestraße 57, 59 (Standort)                                 | Doppelwohnhaus | eingeschossiger traufseitiger Schopfwalmbau mit Zwerchhäusern, geschweiften Giebeln und Putzgliederungen | D-1-84-123-22 zugehörig | weitere Bilder |
| Vockestraße 61, 63 (Standort)                                 | Doppelwohnhaus | eingeschossiger traufseitiger Schopfwalmbau mit Zwerchhäusern, geschweiften Giebeln und Putzgliederungen; | D-1-84-123-22 zugehörig | weitere Bilder |
| Vockestraße 65, 67 (Standort)                                 | Doppelwohnhaus | zweigeschossiger giebelständiger Schopfwalmbau mit Zwerchhäusern, geschweiften Giebeln und Putzgliederungen | D-1-84-123-22 zugehörig | weitere Bilder |

#### Haar II – Jugendstilpark
| Lage | Objekt                                                                                | Beschreibung | Akten-Nr.                        | Bild |
| --- | ------------------------------------------------------------------------------------- | --- | -------------------------------- | --- |
| Nähe Leibstraße; Leibstraße 39, 60, 64, 68, 72, 80, 98, 99, 100; Nähe Vockestraße; Vockestraße 51, 57, 59, 61, 65; Lindenplatz 2; Eglfinger Weg 1, 5, 9; Casinostraße 70 (Standort) | Erweiterung der ehemaligen Kreis-Heil- und Pflegeanstalt Haar I, heute Jugendstilpark | Einheitliche Anlage zweigeschossiger Pavillons mit eingebauten Veranden, östlich im rechtwinkligen Straßenschema auf einen zweigeschossigen, lang gestreckten Zentralbau bezogen, auf der Planungsgrundlage von den Anstaltspsychiatern Friedrich Vocke und Friedrich Ungemach vom Architekten Richard Neithardt errichtet, 1910–12, heute entsteht hier ein Wohnquartier im sog. Jugendstilpark, mit zusätzlicher Randbebauung, hiervon die folgenden 36 baulichen Anlagen (siehe hierzu auch Haar I, Gutshof und Pflegerdörfchen) | D-1-84-123-23 Wikidata           | [[Vorlage:Bilderwunsch/code!/C:48.113316,11.73985!/D:Nähe Leibstraße; Leibstraße 39, 60, 64, 68, 72, 80, 98, 99, 100; Nähe Vockestraße; Vockestraße 51, 57, 59, 61, 65; Lindenplatz 2; Eglfinger Weg 1, 5, 9; Casinostraße 70, Erweiterung der ehemaligen Kreis-Heil- und Pflegeanstalt Haar I, heute Jugendstilpark!/\|BW]] |
| Max-Mannheimer-Ring 1-23 gerade (Bau C 61 a-e) (Standort) | Ehemaliges Zentrales Aufnahmehaus, heute Krankengebäude                               | Zweigeschossiger, fünfteiliger, gestaffelt gegliederter Bau im Korridorsystem mit Durchfahrt am Mittelbau, die vier Seitenbauten mit Loggien zur Gartenseite, Kopf- und Gelenkbauten mit Walm- und Schopfwalmdächern, vier Dachreiter, plastischer Schmuck von Josef Flossmann, am Mittelbau massive Einfriedungen mit Pavillons | D-1-84-123-23 zugehörig Wikidata | weitere Bilder |
| Alte Gärtnerei 10, 12, 14, 16 (Bau C 62) (Standort) | Krankengebäude                                                                        | Eingeschossiger Walmdachbau mit Dachreiter | D-1-84-123-23 zugehörig Wikidata | weitere Bilder |
| Willy-Träutlein-Straße 9, 11, 13, 15 (Bau C 63) (Standort) | Krankengebäude                                                                        | Eingeschossiger Walmdachbau mit Zwerchhaus und Loggia | D-1-84-123-23 zugehörig Wikidata | weitere Bilder |
| Willy-Träutlein-Straße 1, 3, 5, 7 (Bau C 64) (Standort) | Krankengebäude                                                                        | Zweigeschossiger dreiflügeliger Walmdachbau mit einem Dachreiter, angefügter Rechteckbau mit Walmdach, massive Einfriedung des Hofraums | D-1-84-123-23 zugehörig Wikidata | weitere Bilder |
| Max-Mannheimer-Ring 10, 12, 14, 16, 18, 20 (Bau C 65) (Standort) | Krankengebäude                                                                        | Zweigeschossiger traufseitiger Walmdachbau mit zwei Dachreitern und Loggia auf der Gartenseite, zwei angefügte Seitenbauten, massive Einfriedung des Hofraums | D-1-84-123-23 zugehörig Wikidata | weitere Bilder |
| Max-Mannheimer-Ring 26, 28, 30 (Bau C 66) (Standort) | Krankengebäude                                                                        | Zweigeschossiger traufseitiger Walmdachbau mit Treppenhausturm und Erker auf der Straßenseite und Loggia auf der Gartenseite | D-1-84-123-23 zugehörig Wikidata | weitere Bilder |
| Willy-Träutlein-Straße 8, 10, 12 (Bau C 67) (Standort) | Krankengebäude                                                                        | Zweigeschossiger traufseitiger Walmdachbau mit Treppenhausturm und Erker auf der Straßenseite und Loggia auf der Gartenseite | D-1-84-123-23 zugehörig Wikidata | weitere Bilder |
| (Bau C 68) (Standort) | Krankengebäude                                                                        | Zweigeschossiger Walmdachbau mit Loggia | D-1-84-123-23 zugehörig Wikidata | weitere Bilder |
| Am Handwerkerhof 9 (Bau C 69) (Standort) | Krankengebäude                                                                        | Zweigeschossiger Walmdachbau mit Loggia | D-1-84-123-23 zugehörig Wikidata | weitere Bilder |
| Casinostraße 10 (Bau C 70) (Standort) | Ehemaliges Versorgungsgebäude                                                         | Zweigeschossiger zweiflügeliger Walmdachbau mit Loggia | D-1-84-123-23 zugehörig Wikidata | weitere Bilder |
| Apfelwiese 18 (Bau C 71) (Standort) | Krankengebäude                                                                        | Ein- und zweigeschossiger Walmdachbau | D-1-84-123-23 zugehörig Wikidata | Krankengebäude |
| Casinostraße 6 (Bau C 75) (Standort) | Ehemaliges Gesellschaftshaus                                                          | Zweigeschossiger zweiflügeliger Walm- und Schopfwalmdachbau mit Treppenhausturm und Erker, im Untergeschoss Bühne des Ingenieur-Bureaus Fritz von Tannstein (später Kino), im Obergeschoss protestantischer Betsaal; mit Ausstattung | D-1-84-123-23 zugehörig Wikidata | weitere Bilder |
| Casinostraße 2 (Bau C 76) (Standort) | Interne Ambulanz und Wohngebäude                                                      | Eingeschossiger Satteldachbau mit offener Vorhalle und polygonalem Treppenhausturm | D-1-84-123-23 zugehörig Wikidata | weitere Bilder |
| Casinostraße 1 (Bau C 77) (Standort) | Verwaltungs- und Krankengebäude                                                       | Zweigeschossiger zweiflügeliger Walmdachbau mit zentralem Treppengiebel und Dachreiter | D-1-84-123-23 zugehörig Wikidata | weitere Bilder |
| Max-Mannheimer-Ring 24 (Bau C 78) (Standort) | Katholische Anstaltskirche Sieben Schmerzen Mariä                                     | Longitudinalbau in ausgeprägten Formen des Jugendstils mit Satteldach und Lisenengliederung, eingezogener Chor mit 5/8-Schluss, seitlicher Glockenturm mit Satteldach parallel zum Langhausdach, einschiffiges Langhaus tonnengewölbt, Georg Albertshofer beteiligt; mit Ausstattung Massive Einfriedung mit Pavillon und Brunnen von Georg Albertshofer | D-1-84-123-23 zugehörig Wikidata | weitere Bilder |
| Am Handwerkerhof 5, 7 (Bau C 79) (Standort) | Arbeitstherapiebüro                                                                   | Eingeschossiger Walmdachbau mit Quergiebel | D-1-84-123-23 zugehörig Wikidata | weitere Bilder |
| Am Handwerkerhof 6, 8, 10, 12, 14, 20, 22 (Bau C 80) (Standort) | Arbeitstherapie                                                                       | Zwei- und dreigeschossiger, reich gegliederter Walmdachbau mit zwei Dachreitern und Treppenhausturm | D-1-84-123-23 zugehörig Wikidata | weitere Bilder |
| Am Handwerkerhof 26 (Bau C 82) (Standort) | Handwerksbau                                                                          | Dreigeschossiger Walmdachbau, eingeschossiger Anbau mit Krüppelwalmdach | D-1-84-123-23 zugehörig Wikidata | weitere Bilder |
| Alte Gärtnerei 20 (Bau C 85) (Standort) | Arbeitstherapie                                                                       | Eingeschossiger Krüppelwalmdachbau auf T-förmigem Grundriss | D-1-84-123-23 zugehörig Wikidata | weitere Bilder |
| (Bau C 86) (Standort) | Garage                                                                                | Zweiflügeliger und eingeschossiger Krüppelwalmdachbau abgebrochen | D-1-84-123-23 zugehörig Wikidata | Garage |
| Alte Gärtnerei 2, 4, 6 (Bau C 87) (Standort) | Gärtnerei und Wohngebäude                                                             | Eingeschossiger traufseitiger Satteldachbau mit Zwerchgiebel, Anbau mit Walmdach | D-1-84-123-23 zugehörig Wikidata | weitere Bilder |
| Alte Gärtnerei 8 (Bau C 88) (Standort) | Kopfbau des Gewächshauses                                                             | Eingeschossiger zweiteiliger Walmdachbau | D-1-84-123-23 zugehörig Wikidata | Kopfbau des Gewächshauses |
| Eglfinger Weg 1, Leibstraße 39 (Bau E 1/L 39) (Standort) | Doppelwohnhaus                                                                        | Zweigeschossiger dreiteiliger und symmetrisch gegliederter Walmdachbau mit Erkern | D-1-84-123-23 zugehörig Wikidata | weitere Bilder |
| Eglfinger Weg 5 (Bau E 5) (Standort) | Wohnhaus                                                                              | Zweigeschossiger traufseitiger Walmdachbau | D-1-84-123-23 zugehörig Wikidata | weitere Bilder |
| Eglfinger Weg 9 (Bau E 9) (Standort) | Wohnhaus                                                                              | Zweigeschossiger traufseitiger Walmdachbau | D-1-84-123-23 zugehörig Wikidata | weitere Bilder |
| Leibstraße 60 (Bau L 60) (Standort) | Wohnhaus                                                                              | Zweigeschossiger zweiflügeliger Walmdachbau | D-1-84-123-23 zugehörig Wikidata | weitere Bilder |
| Leibstraße 64 (Bau L 64) (Standort) | Wohnhaus                                                                              | Zweigeschossiger zweiflügeliger Walmdachbau | D-1-84-123-23 zugehörig Wikidata | Wohnhaus |
| Leibstraße 68 (Bau L 68) (Standort) | Wohnhaus                                                                              | Zweigeschossiger zweiflügeliger Walmdachbau | D-1-84-123-23 zugehörig Wikidata | Wohnhaus |
| Leibstraße 72 (Bau L 72) (Standort) | Wohnhaus                                                                              | Zweigeschossiger zweiflügeliger Walmdachbau mit halbrundem Bodenerker auf der Gartenseite | D-1-84-123-23 zugehörig Wikidata | Wohnhaus |
| Leibstraße 80 (Bau L 80) (Standort) | Wohnhaus                                                                              | Zweigeschossiger giebelständiger Walmdachbau, Seitenbau mit Schopfwalm | D-1-84-123-23 zugehörig Wikidata | Wohnhaus |
| Leibstraße 99 (Bau L 99) (Standort) | Ehemaliges Postgebäude                                                                | Zweigeschossiger zweiflügeliger Walmdachbau mit polygonalem Eck-Bodenerker und Zwerchhäusern | D-1-84-123-23 zugehörig Wikidata | Ehemaliges Postgebäude |
| Lindenplatz 2 (Bau Lindenplatz 2) (Standort) | Wohnhaus                                                                              | Zweigeschossiger zweiflügeliger Walmdachbau | D-1-84-123-23 zugehörig Wikidata | weitere Bilder |
| (Bau V 47) (Standort) | Ehemalige Bäckerei                                                                    | Eingeschossiger Wohnhausanbau mit Schopfwalm auf freier Stirnseite | D-1-84-123-23 zugehörig Wikidata | Ehemalige Bäckerei |
| Beiderseits der Zufahrt von der Leibstraße (Standort) | Einfriedungen                                                                         | beiderseits der Zufahrt von der Leibstraße, Pavillon an nordöstlicher Einfriedung, massiv | D-1-84-123-23 zugehörig Wikidata | Einfriedungen |
| Am westlichen Nebeneingang zum Klinikumsgelände (Standort) | Einfriedung                                                                           | am westlichen Nebeneingang zum Klinikumsgelände, massiv | D-1-84-123-23 zugehörig Wikidata | BW |
| Um die Klinikbauten (Standort) | Parkgelände                                                                           | um die Klinikbauten im rechtwinkligen Straßenschema | D-1-84-123-23 zugehörig Wikidata | Parkgelände |

#### Haar I – Ehemalige Kreis-Heil- und Pflegeanstalt Haar I (Eglfing)
| Lage                           | Objekt | Beschreibung | Akten-Nr.                       | Bild                                   |
| ------------------------------ | --- | --- | ------------------------------- | -------------------------------------- |
| Eglfing (Standort)             | Ehemalige Kreis-Heil- und Pflegeanstalt Haar I (Eglfing), später Bezirkskrankenhaus Haar, heute Isar Amper Klinikum München Ost | Einheitliche Anlage ein- und zweigeschossiger Krankenpavillons und Landhäuser in verputzter Ziegelbauweise, zum Teil mit offenen Veranden im Erdgeschoss und großen umzäunten Krankengärten, entlang von Ringstraßen im zeitgleich angelegten Parkgelände gruppiert, auf der Planungsgrundlage von Psychiater Friedrich Vocke, weitgehend durch Carl Freiherr von Harsdorf (Bamberg) und Adolf Stauffer (Rosenheim) errichtet, 1901–05, hiervon die folgenden 60 baulichen Anlagen; siehe hierzu auch Gutshof, Pflegerdörfchen und Haar II | D-1-84-123-9 Wikidata           | BW                                     |
| Bau V 72 (Standort)            | Verwaltungs- und Direktionsgebäude                                                                                              | Zwei- und dreigeschossiger zweiflügeliger Satteldachbau mit geschweiften Giebeln und Zwerchhaus; erbaut nach Plänen von Gabriel von Seidl | D-1-84-123-9 zugehörig Wikidata | weitere Bilder                         |
| Bau R 1 (Standort)             | Krankengebäude | Eingeschossiger Walmdachbau mit Veranda | D-1-84-123-9 zugehörig Wikidata | Krankengebäude                         |
| Bau R 3 (Standort)             | Krankengebäude | Eingeschossiger Walmdachbau mit Veranda | D-1-84-123-9 zugehörig Wikidata | Krankengebäude                         |
| Bau R 4 (Standort)             | Krankengebäude | Eingeschossiger Walmdachbau mit Veranda | D-1-84-123-9 zugehörig Wikidata | Krankengebäude                         |
| Bau R 5 (Standort)             | Krankengebäude | Eingeschossiger Walmdachbau mit Veranda und zwei halbrunden Vorbauten | D-1-84-123-9 zugehörig Wikidata | Krankengebäude                         |
| Bau R 6 (Standort)             | Krankengebäude | Eingeschossiger Walmdachbau mit Veranda und zwei halbrunden Vorbauten | D-1-84-123-9 zugehörig Wikidata | Krankengebäude                         |
| Bau R 7 (Standort)             | Krankengebäude | Zweigeschossiger Walmdachbau mit Dachreiter und Eckrotunde | D-1-84-123-9 zugehörig Wikidata | Krankengebäude                         |
| Bau R 8 (Standort)             | Krankengebäude | Zweigeschossiger Walmdachbau mit Dachreiter und Eckrotunde | D-1-84-123-9 zugehörig Wikidata | Krankengebäude                         |
| Bau R 10 (Standort)            | Ehemalige Buchdruckerei | Eingeschossiger dreiteiliger Satteldachbau mit Dachreiter und Veranda | D-1-84-123-9 zugehörig Wikidata | Ehemalige Buchdruckerei                |
| Bau R 13 (Standort)            | Krankengebäude | Zweigeschossiger zweiflügeliger Walmdachbau mit Fledermausgauben, Erker und Loggia | D-1-84-123-9 zugehörig Wikidata | Krankengebäude                         |
| Bau R 14 (Standort)            | Krankengebäude | Zweigeschossiger dreiflügeliger Walmdachbau mit drei Dachreitern und zwei flachen Spitzerkern auf der Südseite | D-1-84-123-9 zugehörig Wikidata | Krankengebäude                         |
| Bau R 15 (Standort)            | Krankengebäude | Zweigeschossiger zweiflügeliger Walmdachbau mit Loggia | D-1-84-123-9 zugehörig Wikidata | Krankengebäude                         |
| Bau R 16 (Standort)            | Krankengebäude | Zweigeschossiger dreiflügeliger Walmdachbau mit Quergiebel und Veranda | D-1-84-123-9 zugehörig Wikidata | Krankengebäude                         |
| Bau R 17 (Standort)            | Krankengebäude | Zweigeschossiger dreiflügeliger Satteldachbau mit Veranda, auf der Straßenseite halbrunder Treppenhausturm | D-1-84-123-9 zugehörig Wikidata | Krankengebäude                         |
| Bau R 18 (Standort)            | Krankengebäude | Zweigeschossiger dreiflügeliger Satteldachbau mit zwei Dachreitern und Veranda, auf der Längsseite halbrunder Treppenhausturm | D-1-84-123-9 zugehörig Wikidata | Krankengebäude                         |
| Bau R 19 (Standort)            | Krankengebäude | Zweigeschossiger Walmdachbau mit Veranda, auf einer Schmalseite halbrunder Treppenhausturm | D-1-84-123-9 zugehörig Wikidata | Krankengebäude                         |
| Bau R 20 (Standort)            | Krankengebäude | Zweigeschossiger Walmdachbau, am Querriegel halbrunder Treppenhausturm | D-1-84-123-9 zugehörig Wikidata | Krankengebäude                         |
| Bau R 21 (Standort)            | Krankengebäude | Zweigeschossiger dreiflügeliger Walmdachbau, an den Seitenflügeln rechtwinklige Treppenhaustürme, massiv ummauerter Hofraum | D-1-84-123-9 zugehörig Wikidata | Krankengebäude                         |
| Bau R 22 (Standort)            | Krankengebäude | Zweigeschossiger dreiflügeliger Walmdachbau, an den Seitenflügeln rechtwinklige Treppenhaustürme, massiv ummauerter Hofraum | D-1-84-123-9 zugehörig Wikidata | Krankengebäude                         |
| Bau R 23 (Standort)            | Krankengebäude | Zweigeschossiger Walmdachbau | D-1-84-123-9 zugehörig Wikidata | Krankengebäude                         |
| Bau R 24 (Standort)            | Krankengebäude | Zweigeschossiger Walmdachbau mit Loggia | D-1-84-123-9 zugehörig Wikidata | Krankengebäude                         |
| Bau R 25 (Standort)            | Krankengebäude | Zweigeschossiger dreiflügeliger Walmdachbau mit Quergiebel, Fledermausgauben, zwei Dachreitern und Veranda | D-1-84-123-9 zugehörig Wikidata | Krankengebäude                         |
| Bau R 26 (Standort)            | Krankengebäude | Zweigeschossiger Walmdachbau | D-1-84-123-9 zugehörig Wikidata | Krankengebäude                         |
| Bau R 27 (Standort)            | Krankengebäude | Zweigeschossiger Walmdachbau | D-1-84-123-9 zugehörig Wikidata | Krankengebäude                         |
| Bau R 28 (Standort)            | Krankengebäude | Zweigeschossiger dreiflügeliger Walmdachbau mit Quergiebel, vier Dachreitern und Veranda | D-1-84-123-9 zugehörig Wikidata | Krankengebäude                         |
| Bau R 29 (Standort)            | Krankengebäude | Zweigeschossiger traufseitiger Walmdachbau, auf der Straßenseite halbrunder Treppenhausturm | D-1-84-123-9 zugehörig Wikidata | Krankengebäude                         |
| Bau R 30 (Standort)            | Krankengebäude | Zweigeschossiger Walmdachbau mit Veranda | D-1-84-123-9 zugehörig Wikidata | Krankengebäude                         |
| Bau R 31 (Standort)            | Kunsttherapie | Eingeschossiger Krüppelwalmdachbau mit Fledermausgauben, Dachreiter und halbrundem Treppenhausturm, Eingeschossiger Anbau mit Veranda | D-1-84-123-9 zugehörig Wikidata | Kunsttherapie                          |
| Bau R 32 (Standort)            | Ehemalige Weberei | Eingeschossiger Krüppelwalmdachbau mit halbrundem Treppenhausturm an einer Schmalseite, Eingeschossiger Anbau | D-1-84-123-9 zugehörig Wikidata | Ehemalige Weberei                      |
| Bau R 33b (Standort)           | Friedhofskapelle | Eingeschossiger Satteldachbau mit dreiseitig geschlossenem Chor, Giebel mit Glockenaufsatz, quergestellter Anbau mit Walmdach | D-1-84-123-9 zugehörig Wikidata | Friedhofskapelle                       |
| Bau R 34 (Standort)            | Evangelisch-lutherische Anstaltskirche                                                                                          | Krüppelwalmdachbau in Formen des reduzierten Historismus, mit Dachreiter und halbrunder Apsis, einschiffiges, flachgedecktes Langhaus. Vorentwurf von Johann Schobloch, weitere Planung und Ausführung vermutlich durch Architekt Merkler im Jahr 1905 | D-1-84-123-9 zugehörig Wikidata | Evangelisch-lutherische Anstaltskirche |
| Bau R 35 (Standort)            | Katholische Pfarr- und Anstaltskirche St. Raphael                                                                               | Satteldachbau in Formen des reduzierten Historismus, Lisenengliederung und eingezogenem, halbrund geschlossenem Chor. Seitlicher Glockenturm mit Satteldach quer zum Langhausdach, einschiffiges, flachgedecktes Langhaus. Veränderter Innenraum 1994 rekonstruiert, 1904–1905 von dem Architekten Johann Schobloch erbaut | D-1-84-123-9 zugehörig Wikidata | weitere Bilder                         |
| Bau R 36 (Standort)            | Ehemaliges Gesellschaftshaus | Zweigeschossiger Krüppelwalmdachbau, vorderer Bauteil mit geschweiftem Giebel und Terrasse im Obergeschoss, rückwärtiger Anbau mit Walmdach | D-1-84-123-9 zugehörig Wikidata | Ehemaliges Gesellschaftshaus           |
| Bau R 37 (Standort)            | Betriebsversorgung | Eingeschossiges Werkstattgebäude mit giebelständigem Satteldach, zwei eingeschossige Seitenbauten mit Walmdächern, Montagehalle mit hohem Satteldach und Oberlicht, ehemalige Gleishalle mit zwei Zufahrtstoren | D-1-84-123-9 zugehörig Wikidata | Betriebsversorgung                     |
| Bau R 38 (Standort)            | Ehemaliges Brunnenhaus | Eingeschossiger Walmdachbau mit Dachreiter | D-1-84-123-9 zugehörig Wikidata | Ehemaliges Brunnenhaus                 |
| Bau R 39 (Standort)            | Ehemaliger Wasserturm | Hoher Rundbau mit vorkragender Wasserstube und spitz zulaufender Wasserstube, Beton | D-1-84-123-9 zugehörig Wikidata | Ehemaliger Wasserturm                  |
| Bau R 40 (Standort)            | Zentralküche | Zweigeschossiger Walmdachbau auf T-förmigem Grundriss mit Dachreiter und eingeschossigem, umlaufendem Vorbau | D-1-84-123-9 zugehörig Wikidata | Zentralküche                           |
| Bau R 41 (Standort)            | Ehemalige Zentralwäscherei | Zweigeschossiger Walmdachbau auf T-förmigem Grundriss mit Dachreiter und eingeschossigem, umlaufendem Vorbau | D-1-84-123-9 zugehörig Wikidata | Ehemalige Zentralwäscherei             |
| Bau R 43 (Standort)            | Ehemalige Metzgerei | Zweigeschossiger giebelständiger Satteldachbau mit Dachreiter, zwei eingeschossige Flügelbauten mit Walmdach, nach 1910 | D-1-84-123-9 zugehörig Wikidata | Ehemalige Metzgerei                    |
| Bau R 47/48 (Standort)         | Doppelwohnhaus | Zweigeschossiger Walmdachbau, Quergiebel mit Krüppelwalmdächern | D-1-84-123-9 zugehörig Wikidata | Doppelwohnhaus                         |
| Bau R 49 (Standort)            | Schwesternwohnhaus | Zweigeschossiger Walmdachbau mit vorgezogenen Risaliten und zwei flachen Spitzerkern auf der Westseite | D-1-84-123-9 zugehörig Wikidata | Schwesternwohnhaus                     |
| Bau R 53 (Standort)            | Handwerkerbau | Zweigeschossig mit flachem giebelständig48.119824, 11.744226em Satteldach, auf der vorderen Stirnseite eingeschossiger Vorbau mit Terrasse | D-1-84-123-9 zugehörig Wikidata | Handwerkerbau                          |
| Bau R 60 (Standort)            | Ehemalige Gärtnerei | Eingeschossiger Satteldachbau mit Ortganggesims | D-1-84-123-9 zugehörig Wikidata | Ehemalige Gärtnerei                    |
| Bau V 52 (Standort)            | Wohnhaus | Zweigeschossiger Walmdachbau | D-1-84-123-9 zugehörig Wikidata | Wohnhaus                               |
| Bau V 54 (Standort)            | Wohnhaus | Zweigeschossiger Walmdachbau | D-1-84-123-9 zugehörig Wikidata | Wohnhaus                               |
| Bau V 58 (Standort)            | Wohnhaus | Zweigeschossiger zweiflügeliger Walmdachbau | D-1-84-123-9 zugehörig Wikidata | Wohnhaus                               |
| Bau V 60 (Standort)            | Wohnhaus | Zweigeschossiger zweiflügeliger Walmdachbau | D-1-84-123-9 zugehörig Wikidata | Wohnhaus                               |
| Bau V 62 (Standort)            | Wohnhaus | Zweigeschossiger zweiflügeliger Walmdachbau | D-1-84-123-9 zugehörig Wikidata | Wohnhaus                               |
| Bau V 64 (Standort)            | Wohnhaus | Zweigeschossiger Walmdachbau, zwei Zwerchhäuser mit Krüppelwalmdächern | D-1-84-123-9 zugehörig Wikidata | Wohnhaus                               |
| Bau V 66/68 (Standort)         | Doppelwohnhaus | Zweigeschossiger traufseitiger Walmdachbau mit zwei straßenseitigen Schweifgiebeln | D-1-84-123-9 zugehörig Wikidata | Doppelwohnhaus                         |
| Bau V 70 (Standort)            | Ehemalige Kindertagesstätte | Eingeschossiger Satteldachbau mit Ortganggesims | D-1-84-123-9 zugehörig Wikidata | Ehemalige Kindertagesstätte            |
| Bau V 76 (Standort)            | Ehemalige Betriebskrankenkasse                                                                                                  | Zweigeschossiger traufseitiger Walmdachbau mit zwei polygonalen Eck-Bodenerkern auf der Straßenseite | D-1-84-123-9 zugehörig Wikidata | Ehemalige Betriebskrankenkasse         |
| Bau V 78 (Standort)            | Wohnhaus | Zweigeschossiger traufseitiger Walmdachbau mit straßenseitigem Schweifgiebel | D-1-84-123-9 zugehörig Wikidata | Wohnhaus                               |
| Bau V 80/82 (Standort)         | Doppelwohnhaus | Zweigeschossiger traufseitiger Walmdachbau | D-1-84-123-9 zugehörig Wikidata | Doppelwohnhaus                         |
| Bau V 84 (Standort)            | Wohnhaus | Zweigeschossiger traufseitiger Krüppelwalmdachbau | D-1-84-123-9 zugehörig Wikidata | Wohnhaus                               |
| Bau V 86 (Standort)            | Doppelgarage | Eingeschossiger giebelständiger Satteldachbau mit Dachreiter und Ortganggesims | D-1-84-123-9 zugehörig Wikidata | Doppelgarage                           |
| Bau V 88 (Standort)            | Wohnhaus | Zweigeschossiger giebelständiger Walmdachbau | D-1-84-123-9 zugehörig Wikidata | Wohnhaus                               |
| Bau V 90 (Standort)            | Wohnhaus | Zweigeschossiger giebelständiger Walmdachbau | D-1-84-123-9 zugehörig Wikidata | Wohnhaus                               |
| Bau V 103 (Standort)           | Doppelwohnhaus | Zweigeschossiger giebelständiger Mansardbau mit Halbwalmdach und zwei Treppenhaustürmen auf der Nordseite | D-1-84-123-9 zugehörig Wikidata | Doppelwohnhaus                         |
| Bau V 105 (Standort)           | Wohnhaus | Eingeschossiger giebelständiger Satteldachbau | D-1-84-123-9 zugehörig Wikidata | Wohnhaus                               |
| Um das Areal (Standort)        | Einfriedungen | Reste der ursprünglich zweifach gestaffelten Einfriedungen, Mauerzüge mit halbrunden Öffnungen mit Zierlattung (teils zugesetzt), an südlicher Einfriedung gerundete Abdeckungen | D-1-84-123-9 zugehörig Wikidata | Einfriedungen                          |
| Um die Klinikbauten (Standort) | Park | Park- bzw. waldartig gestaltetes Areal | D-1-84-123-9 zugehörig Wikidata | Park                                   |

### Gronsdorf
| Lage                                | Objekt                                | Beschreibung | Akten-Nr.     | Bild           |
| ----------------------------------- | ------------------------------------- | --- | ------------- | -------------- |
| Lorenz-Huber-Straße 1 (Standort)    | Katholische Filialkirche Heilig Kreuz | Barocker Saalbau mit linearer Putzgliederung und Polygonalchor mit Chorturm, Neubau 1642, Turm 1653; mit Ausstattung Friedhofsmauer                             | D-1-84-123-11 | weitere Bilder |
| Nähe Lorenz-Huber-Straße (Standort) | Wegkreuz                              | Mit gusseisernem Corpus und Schmerzhafter Muttergottes, Ende 19. Jahrhundert Die Schmerzhafte Muttergottes ist auf den Fotos von 2011 und 2024 nicht vorhanden. | D-1-84-123-12 | weitere Bilder |

### Ottendichl
| Lage                               | Objekt                                                      | Beschreibung | Akten-Nr.     | Bild                              |
| ---------------------------------- | ----------------------------------------------------------- | --- | ------------- | --------------------------------- |
| Feldkirchener Straße 14 (Standort) | Ehemaliges Schulhaus                                        | Erdgeschossiger Gruppenbau mit Walm- und Schopfwalmdach, Zwerchhaus und neubarockem Ziergiebel, 1906 Nebengebäude, kleine miteinander verbundene Putzbauten mit Satteldach, gleichzeitig                           | D-1-84-123-13 | weitere Bilder                    |
| Feldkirchener Straße 31 (Standort) | Katholische Kirche St. Martin                               | einschiffiges Langhaus mit eingezogenem spätgotischem Polygonalchor, angefügter Sakristei und Chorflankenturm, um 1475, Langhaus um 1697 verändert, Sakristei durch Josef Berlinger 1901 erneuert; mit Ausstattung | D-1-84-123-14 | weitere Bilder                    |
| Feldkirchener Straße 35 (Standort) | Wohnteil des ehemaligen Bauernhauses, sogenannt Beim Häring | Zweigeschossiger Satteldachbau mit Putzgliederung, um 1890 | D-1-84-123-15 | weitere Bilder                    |
| Feldkirchener Straße 45 (Standort) | Ehemalige Schmiede und Bauernhaus                           | Kleiner Putzbau mit Steildach, 1874 | D-1-84-123-16 | Ehemalige Schmiede und Bauernhaus |

### Salmdorf
| Lage                             | Objekt                                             | Beschreibung | Akten-Nr.     | Bild           |
| -------------------------------- | -------------------------------------------------- | --- | ------------- | -------------- |
| Johann-Karg-Straße 10 (Standort) | Mariä Himmelfahrt                                  | Katholische Filialkirche, Spätgotischer Saalbau mit eingestelltem Westturm, eingezogenem Polygonalchor und angefügter Sakristei, Ende 15. Jahrhundert, 1616 verändert; mit Ausstattung | D-1-84-123-17 | weitere Bilder |
| Johann-Karg-Straße 57 (Standort) | Ehemaliges Kleinbauernhaus, sogenannte Deckersölde | erdgeschossiger Einfirsthof mit Steildach und angehobener Tenneneinfahrt, wohl noch 1. Hälfte 19. Jahrhundert                                                                          | D-1-84-123-18 | weitere Bilder |